# Acheilognathus barbatulus
Acheilognathus barbatulus is een  straalvinnige vissensoort uit de familie van eigenlijke karpers (Cyprinidae). De wetenschappelijke naam van de soort is voor het eerst geldig gepubliceerd in 1873 door Albert Günther. De soort werd verzameld door de Britse consul en natuuronderzoeker Robert Swinhoe in de buurt van Shanghai.
De soort staat op de Rode Lijst van de IUCN als niet bedreigd, beoordelingsjaar 2013.